# Suze Boschma-Berkhout
Suzanna Catharina (Suze) Boschma-Berkhout (Indramayu, 31 mei 1922 – Alphen aan den Rijn, 2 juli 1997) was een Nederlands beeldhouwster.

## Leven en werk
Suze Boschma-Berkhout werd geboren op West-Java (Indonesië), als dochter van Frans Marie Christoffel Berkhout en Clara Maria Francisca van Loon. Haar vader was secretaris-generaal Waterstaat en Wederopbouw in Nederlands-Indië en hoogleraar aan de Technische Hogeschool Delft. Boschma-Berkhout werd aanvankelijk opgeleid als kraamverzorgster, maar volgde na de Tweede Wereldoorlog een opleiding aan het Instituut voor Kunstnijverheidsonderwijs in Amsterdam.
Ze genoot bekendheid door haar vele figuratieve beelden, die op tal van plaatsen in Nederland verwijzen naar historische of literaire personages. Een daarvan is het beeld van Bartje in Assen, dat ze in 1954 maakte in kalksteen. Het beeld werd meerdere malen vernield en werd in 1982 vervangen door een bronzen uitvoering van de hand van de beeldhouwster.
Ze huwde in 1954 met Cornelis Boschma, ambtenaar Monumentenzorg van het departement van OK&W, en werd moeder van vijf kinderen. In 1963 vestigden zij zich in Leeuwarden.

## Werken (selectie)
- 1954 Bartje, Assen
- 1955 Lammechien, het zusje van Bartje, Ruinen
- 1965 Ot en Sien, Roden
- 1970 Afke's tiental, Warga
- 1971 It feintsje fan Menaam, Menaldum
- 1973 Anton Wachter, Harlingen
- 1976 Mata Hari, Leeuwarden
- 1980 vissende kinderen, Sneek
- 1982 Herman Gorter, Balk
- 1986 Jan Hepkes Wouda, Surhuisterveen
- 1990 De Jutter, Vlieland
- 1991 De Melker, Langedijke
- 1983 De Frisiaan of Voetbalspelertje, Leeuwarden
- 1989 Rembrandt en Saskia, Sint Annaparochie

## Afbeeldingen

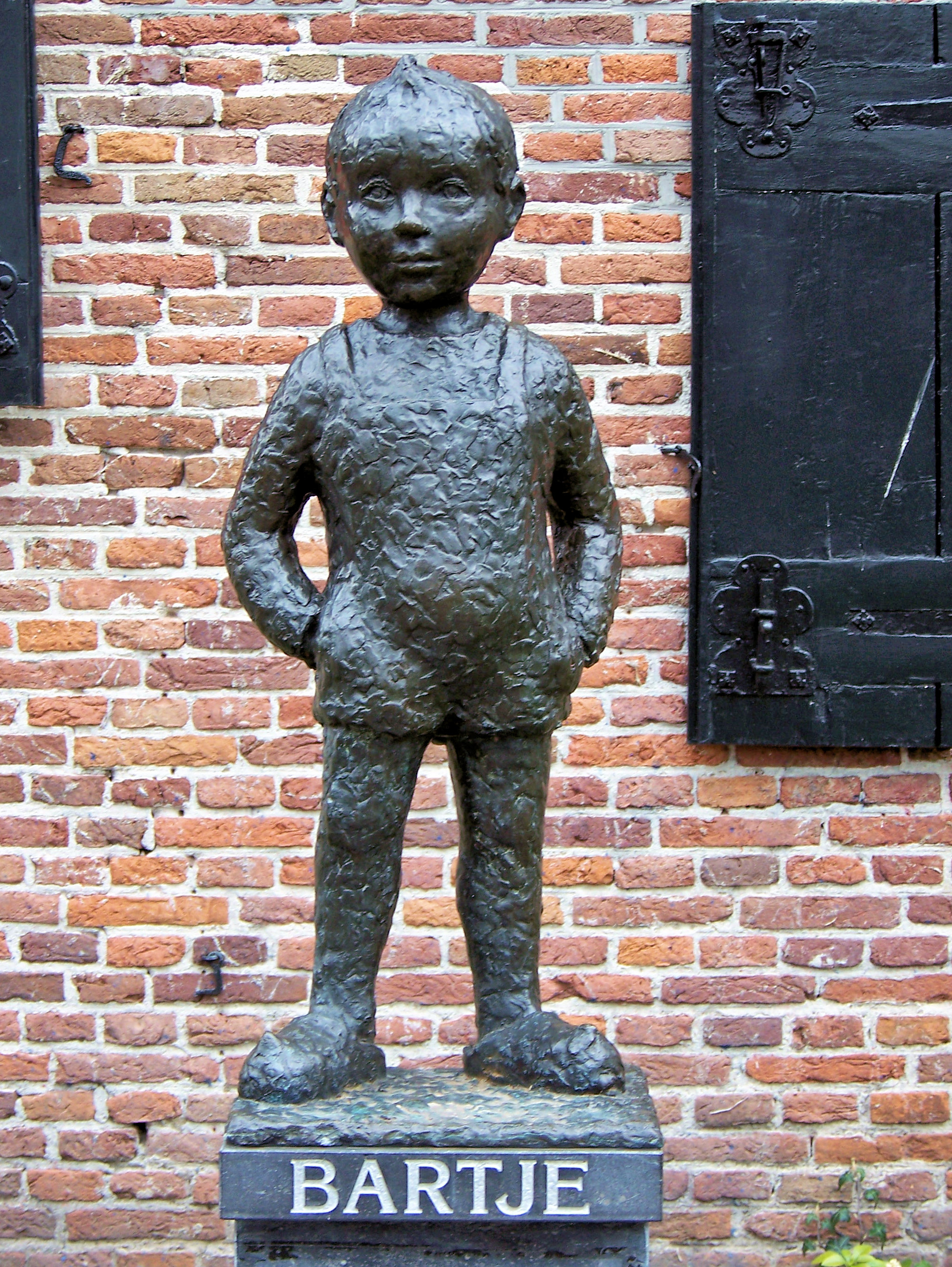
Het bronzen Bartje in Assen
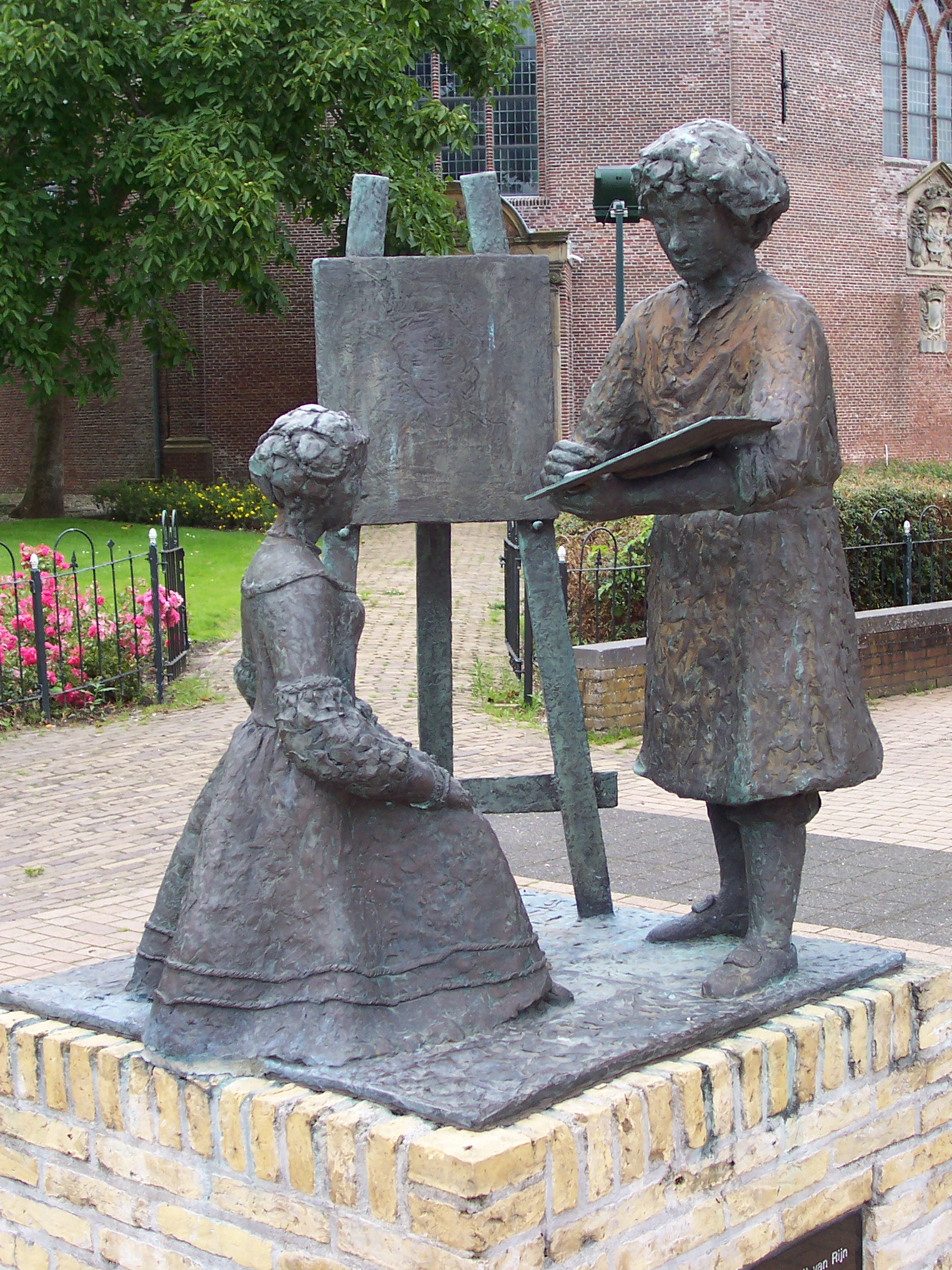
Rembrandt en Saskia, Sint Annaparochie
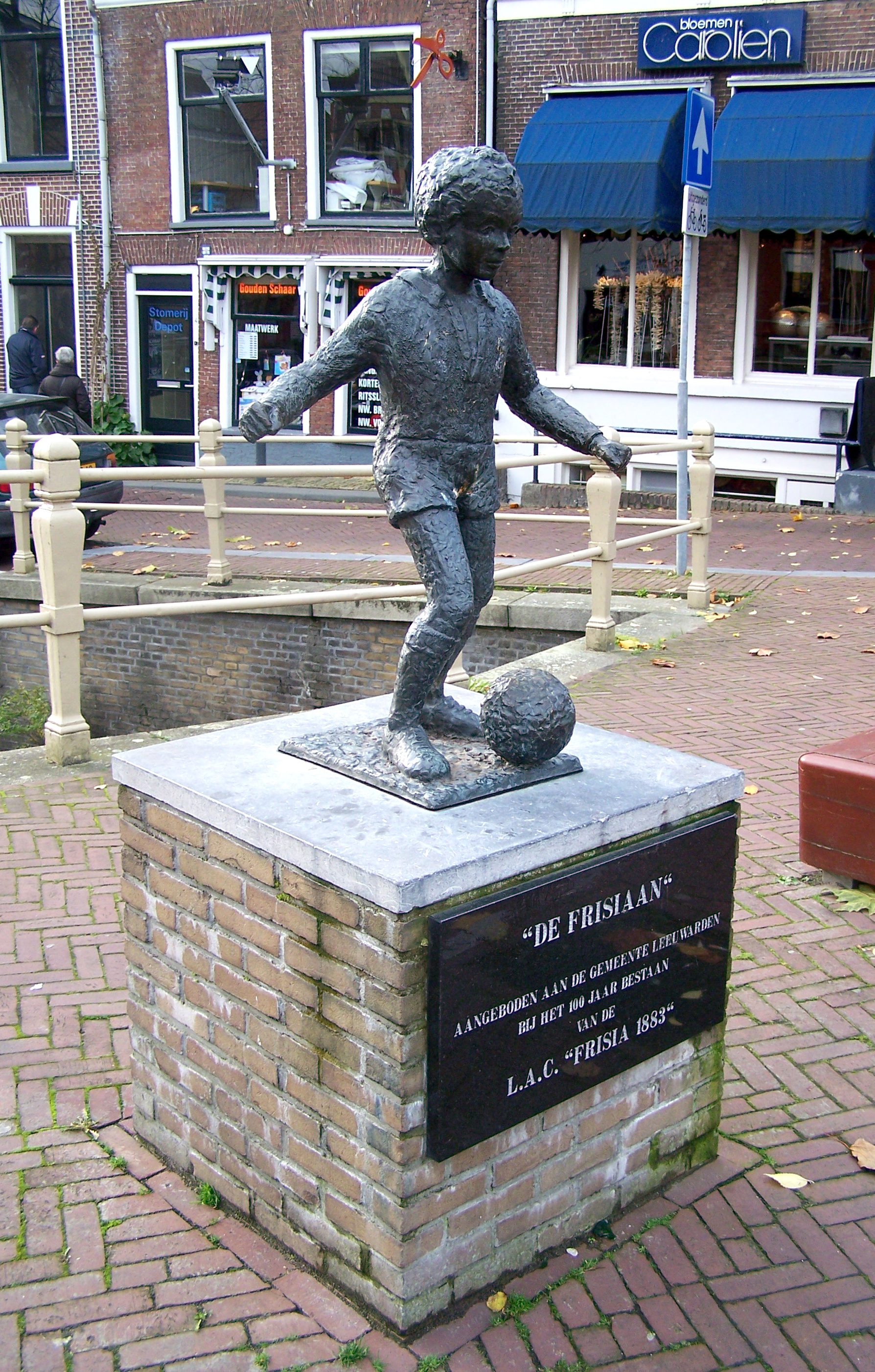
De Frisiaan, Leeuwarden
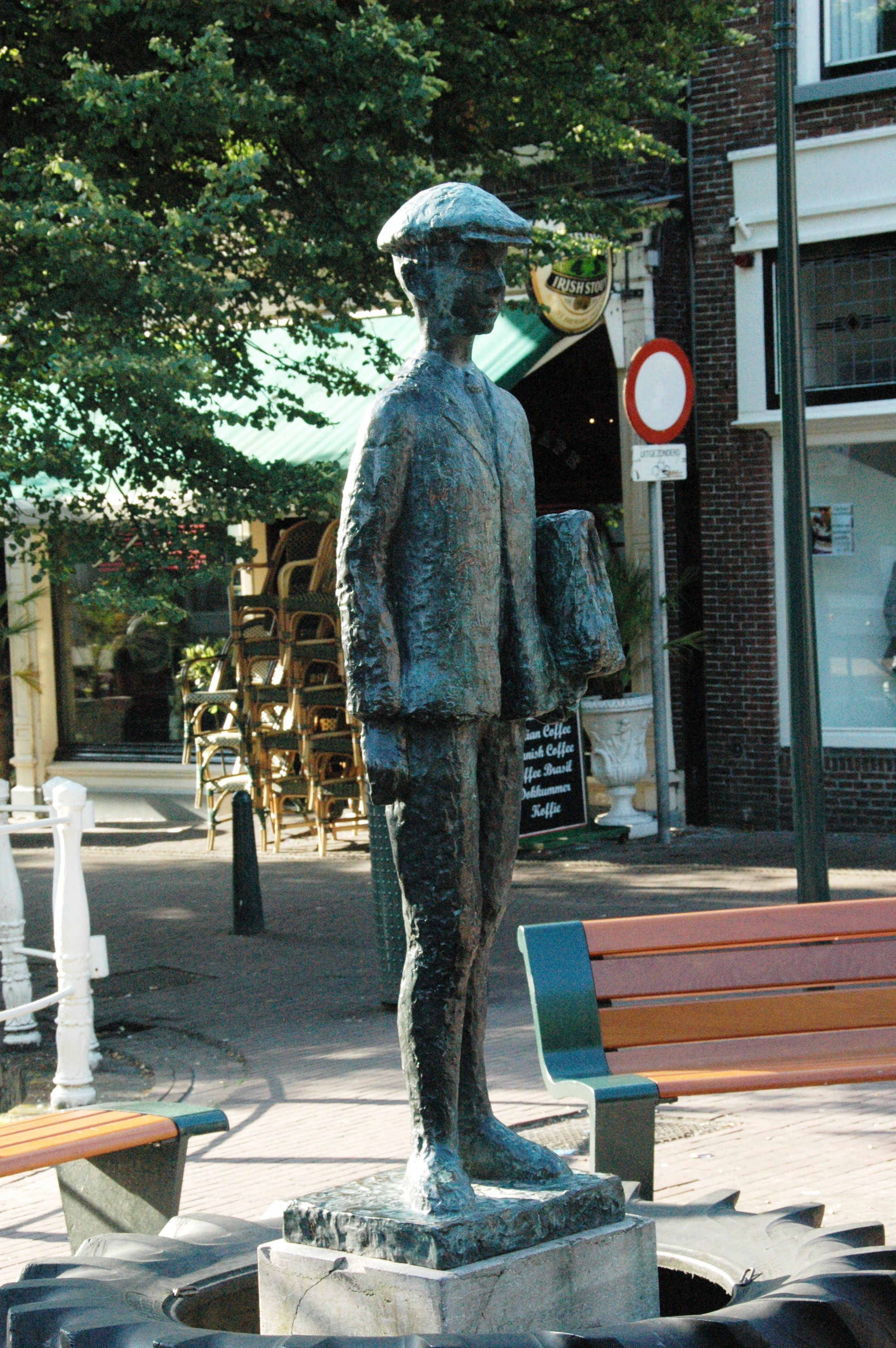
Anton Wachter, Harlingen
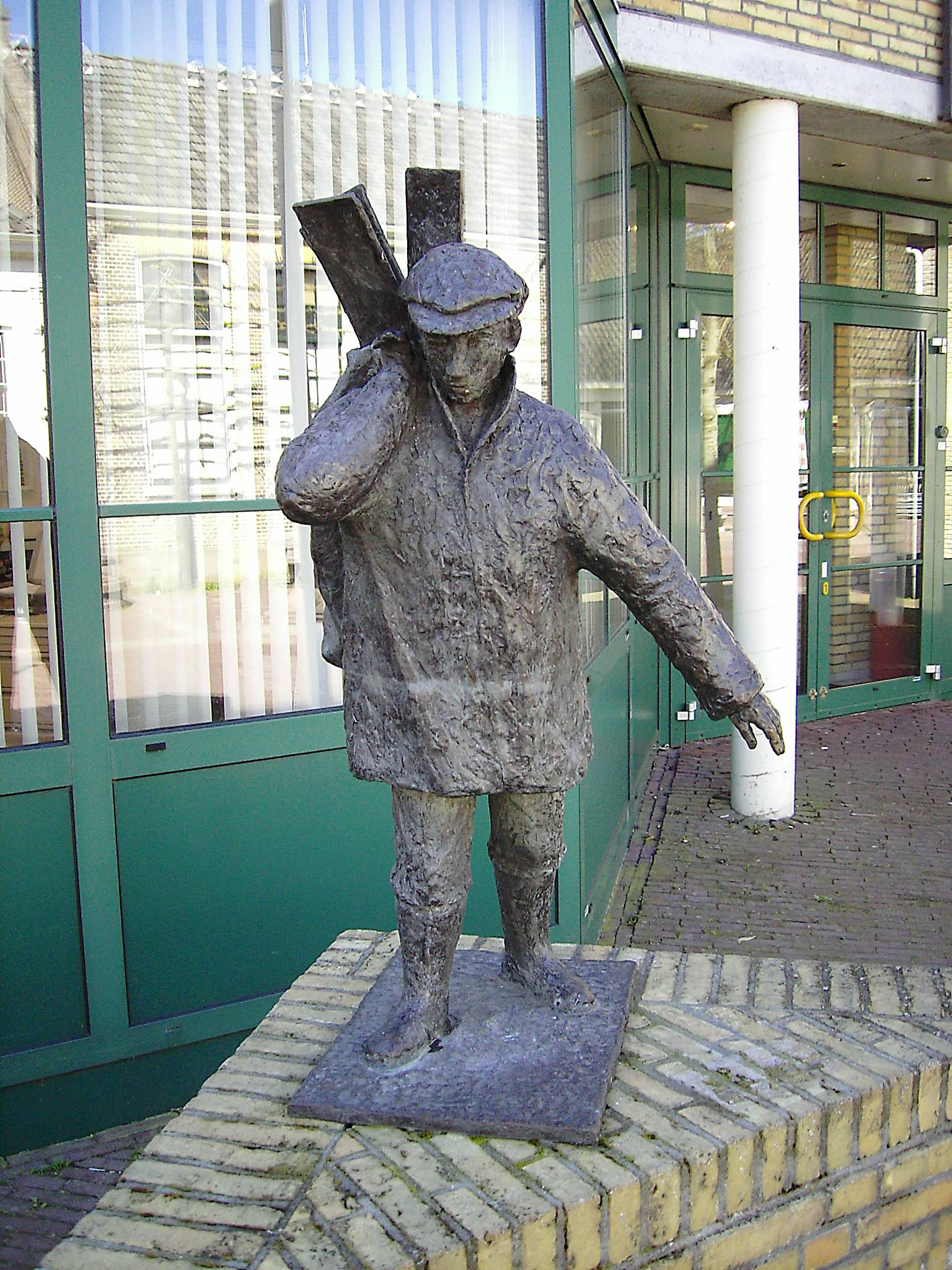
De Jutter (Vlieland)